# Stogi (województwo dolnośląskie)
Stogi (niem. Reisau) – wieś w Polsce położona w województwie dolnośląskim, w powiecie strzelińskim, w gminie Borów.

## Podział administracyjny
W latach 1975–1998 miejscowość położona była w województwie wrocławskim.